# Salvia aethiopis
Salvia aethiopis (denumire populară șerlai) este o specie de plantă din genul Salvia, familia Lamiaceae.

## Descriere
Este o specie bisanuală sau perenă, ce atinge 30 până la 100 cm înălțime.
Este o specie sporadică, fiind regăsită prin pajiști și tufărișuri, locuri ruderale, în zona de câmpie și în cea colinară.